# Pseudotulasnella
Pseudotulasnella är ett släkte av svampar. Pseudotulasnella ingår i familjen Tulasnellaceae, ordningen Cantharellales, klassen Agaricomycetes, divisionen basidiesvampar och riket svampar.
|                  | Tulasnella                                       |
|                  |                                                  |
|                  | Epulorhiza                                       |
|                  |                                                  |
| Pseudotulasnella | \| \| Pseudotulasnella guatemalensis \| \| \| \| |
|                  | \| \| Pseudotulasnella guatemalensis \| \| \| \| |
|                  | Pseudotulasnella guatemalensis                   |
|                  |                                                  |

|  | Pseudotulasnella guatemalensis |
|  |                                |